# Xã Harvard, Quận Clay, Nebraska
Xã Harvard (tiếng Anh: Harvard Township) là một xã thuộc quận Clay, tiểu bang Nebraska, Hoa Kỳ. Năm 2010, dân số của xã này là 1.145 người.